# Otto Ubbelohde

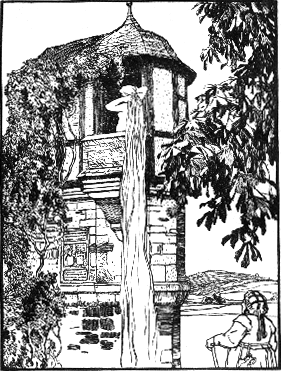
Wieża Roszpunki

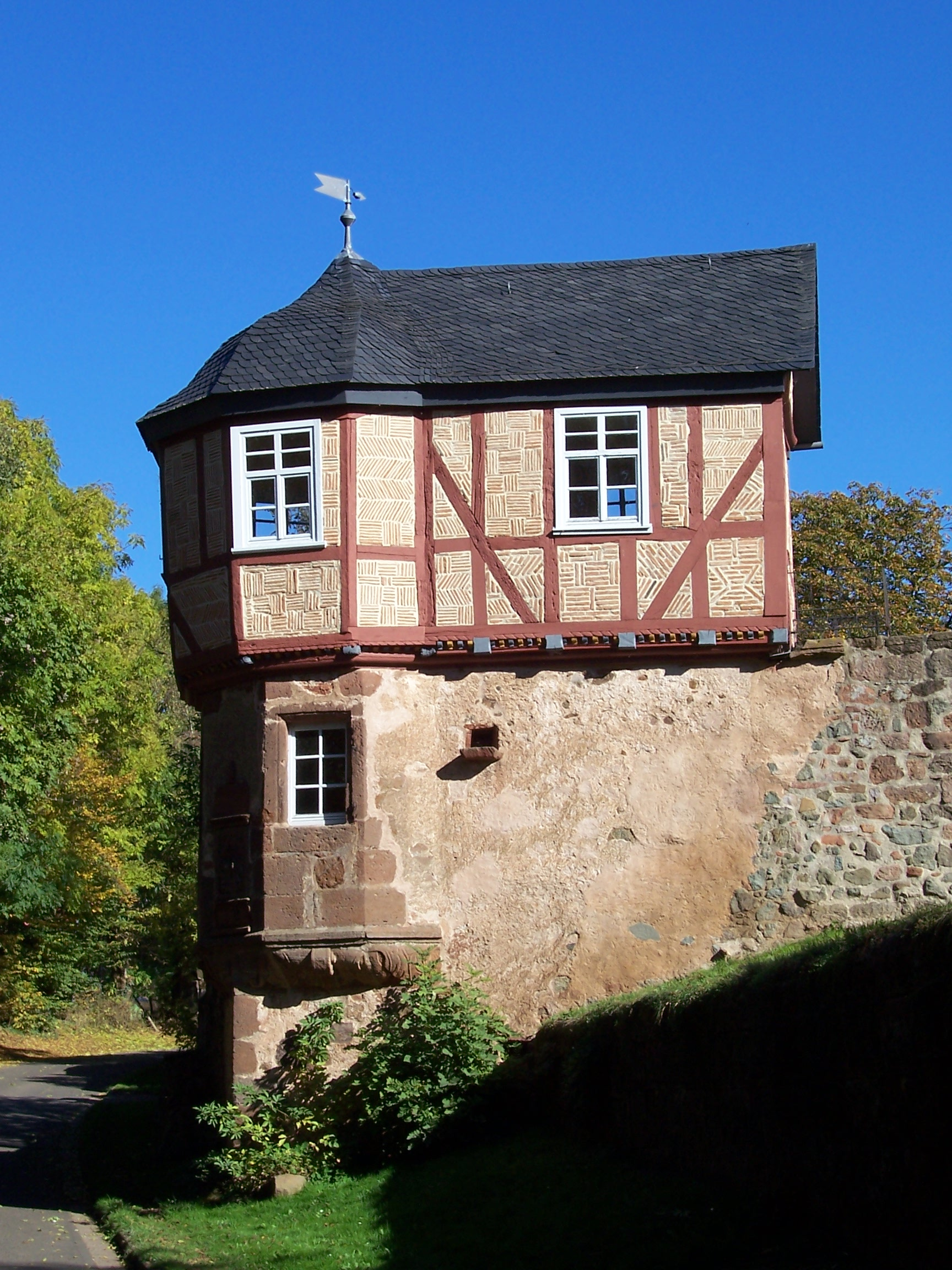
„Rapunzelhäuschen” w Wetter-Amönau – inspiracja dla ilustracji przedstawiającej wieżę Roszpunki

Otto Ubbelohde (ur. 5 stycznia 1867 w Marburgu, zm. 8 maja 1922 w Goßfelden) – niemiecki malarz, grafik, ilustrator Baśni braci Grimm.

## Życiorys
Otto Ubbelohde urodził się 5 stycznia 1867 roku w Marburgu. Był jedynym dzieckiem Augusta Ubbelohdego (1833–1898), profesora prawa na uniwersytecie w Marburgu, i jego żony Therese.
Dorastał w Marburgu, gdzie w 1884 roku ukończył gimnazjum Philippinum. W tym samym roku rozpoczął studia na Akademii Sztuk Pięknych w Monachium. W 1889 roku przebywał po raz pierwszy w Worpswede, gdzie tworzyła się wówczas kolonia artystyczna. Po ukończeniu studiów w 1890 roku osiadł w Monachium jako rysownik. Rok później odbył służbę wojskową.
Od 1893 roku Ubbelohde zaczął pracować w technice akwaforty. W 1895 i 1895 okres letni spędził ponownie w Worpswede, gdzie spotkał się z odrzuceniem przez innych artystów kolonii, z którą zerwał kontakt.
W 1896 roku wstąpił do ugrupowania artystycznego Luitpold-Gruppe, które skupiało artystów secesji. W 1897 roku został jednym z założycieli firmy Vereinigte Werkstätten für Kunst im Handwerk zajmującej się produkcją unikatowych lub wytwarzanych w krótkich seriach obiektów wystroju wnętrz. W tym samym roku ożenił się z kuzynką Hanną Unger (1873–1948). Dwa lata później zakupił ziemie w  Goßfelden koło Marburga, gdzie w 1900 roku zbudował dom z atelier.
W latach 1900–1904 wykonał serię ilustracji do baśni braci Grimm. Od 1902 roku często przebywał w kolonii malarskiej w Willingshausen, gdzie zaprzyjaźnił się z malarzami Carlem Bantzerem (1857–1941) i Wilhelmem Thielmannem (1868–1924). W latach 1907 i 1909 opublikowano jubileuszowe wydania baśni braci Grimm z ilustracjami Ubbelohdego. W 1910 roku Ubbelohde był jednym z założycieli grupy artystycznej „Die Hessen”. W 1913 roku miał pierwszą wystawę indywidualną w Gießen. W 1917 roku, podczas I wojny światowej, pracował przez pół roku jako pisarz lazaretu w Marburgu a następnie w biurze burmistrza Goßfelden.
W 1917 roku, minister kultury Prus nadał mu tytuł profesora oraz mianował honorowym senatorem uniwersytecie w Marburgu.
Ubbelohde zachorował na raka w 1920 roku, rok później przeszedł operację, następnie wielokrotnie przebywał w szpitalu, zmarł 8 maja 1922 roku w swoim domu w Goßfelden.

## Twórczość
Ubbelohde pracował głównie jako ilustrator i projektant grafik użytkowych, m.in. pocztówek i kalendarzy. Pierwszy kalendarz z pracami artysty wydano w 1906 roku – do 1922 roku Ubbelohde zaprojektował w sumie osiem kalendarzy.
Najbardziej znane ilustracje stworzył do baśni braci Grimm. Nawiązywały one do krajobrazu i architektury Hesji. Jako zwolennik Lebensreform i powrotu do prostego, zdrowego, wiejskiego życia, inspiracje czerpał z natury. Czarno-białe prace Ubbelohdego charakteryzowały się dużą dozą realizmu.

## Upamiętnienie
Imieniem artysty nazwano szkołę w Goßfelden – Otto-Ubbelohde-Schule Goßfelden oraz w Marburgu – Otto-Ubbelohde-Schule Marburg.
W 1991 roku na mocy testamentu potomków Ubbelohdego powstała fundacja, mająca na celu zarządzanie spuścizną po artyście oraz jego domem-atelier, który w 2000 roku został przekształcony w muzeum malarza.